# Pyrausta heliacalis
Pyrausta heliacalis là một loài bướm đêm trong họ Crambidae.